# Rufus Bousquet
Rufus George Bousquet ist ein Politiker aus Saint Lucia.

## Biografie
Bousquet ist Mitglied der 1964 von John Compton gegründeten United Workers Party (UWP). 1995 war er als Staatsminister mit Zuständigkeit für Finanzinvestitionen und die Nationale Entwicklungsgesellschaft (NDC) Mitglied der Regierung von Premierminister Compton, wurde aber nach Vorwürfen des Diebstahls und Bereicherung im Mai 1995 entlassen.
Später nahm er seine politischen Tätigkeiten wieder auf und kandidierte beim Parteikongress der UWP im September 2000 für führende Positionen innerhalb der Partei.
Als Kandidat der UWP wurde er bei den Wahlen vom 11. Dezember 2006 zum Mitglied des Parlaments gewählt, wo er den Wahlkreis Choiseul/Saltibus vertritt.
Nach dem Sieg der UWP bei den Parlamentswahlen am 11. Dezember 2006 wurde er von Premierminister Compton am 19. Dezember 2006 zum Außenminister sowie zum Minister für Internationale Investitionen, Information und Rundfunk ernannt. Nach der Erkrankung von Compton übernahm der kommissarische Premierminister Stephenson King am 6. Juni 2007 selbst das Amt des Außenministers. Grund für die Entlassung war die umstrittene Aufnahme von diplomatischen Beziehungen zu Taiwan.
Im Rahmen einer Kabinettsumbildung wurde er am 6. Juni 2008 von Premierminister King zum Minister für Industrie, Handel, Investitionen und Konsumentenangelegenheiten ins Kabinett zurückgeholt. Die oppositionelle Saint Lucia Labour Party (SLP) unter Kenneth Anthony zeigte sich über die Wiederberufung irritiert und wies im Rahmen einer Presseerklärung auch auf die Diebstahls- und Bereicherungsvorwürfe Anfang der 1990er Jahre hin.
Im Rahmen einer erneuten Regierungsumbildung übergab Premierminister King am 30. Januar 2009 das Amt des Ministers für Auswärtige Angelegenheiten wieder an Bousquet. Zugleich ist er Minister für Außenhandel und Investitionen.
What do you think of Rufus Bousquet as the STAR’s Person of the Year?
Zu seiner Wahl zum „Man of the Year“ 2008 durch die Zeitung St. Lucia Star gab es unterschiedliche Meinungen in der Bevölkerung.